# 碧海晴空、彼岸相連
《碧海晴空、彼岸相連》是日本PULLTOP公司於2018年3月30日發售的戀愛冒險遊戲。本作是PULLTOP第一個一般向作品。同年4月27日由MoeNovel在Steam上發佈英文版，7月30日以可下載内容的形式在Steam發佈簡體中文版。同一世界觀下續作為《昔日旅人、余生相攜》。

## 故事簡介
水野洋輝在得知祖母身體不適後，在暑假回到了闊別四年的小笠原群島。在船上他偶遇了一位金髮碧眼的美少女，之後得知這位名為白瀨惠海莉的少女是在離家出走，並打算在小笠原群島尋找「沉於海裡的寶藏」。一時衝動的惠海莉，到達後毫無計畫，沒有預先找住處，也沒有準備相關探險用的工具和資料。多管閑事的洋輝決定幫她一把，洋輝的祖母為惠海莉提供了住所，洋輝還找了過去島内的青梅竹馬小笠原千莎和二之宮漁大幫忙。
「沉於海裡的寶藏」其實是惠海莉父母過去的定情信物，在一次小笠原群島的颱風中，連同一艘名為「白波丸」的船沉於海底，這艘沉船每逢遇到颱風就會變換位置，被當地人稱呼為「幽靈船」。在眾人協力下，惠海莉找回了父母過去的定情信物，眾人在這個夏日也留下了美好的回憶。

## 登場角色

### 主要角色
水野洋輝
本作男主角，在東京就讀高中。小時候每逢夏日都會到在父島的祖母家玩。祖母在島上開設咖啡廳，洋輝自小喜歡烹飪，並夢想長大後考取厨師執照，繼承祖母的咖啡廳。
白瀨惠海莉（聲：鬼頭明里）
離家出走到小笠原群島的少女。無法接受父母離異，打算到小笠原群島找回父母過去的定情信物以挽救父母的婚姻。在船上遇見水野洋輝，並獲得男主角等人的協助。
小笠原千莎（聲：高田憂希）
小笠原群島上知名的「海豚少女」，父島上一家潛水用品店店主的女兒。過去拯救了一隻離群的海豚「Q太郎」，之後經常和Q太郎玩耍。是水野洋輝的青梅竹馬。

### 其它角色
小笠原智乃美（聲：大野柚布子）
小笠原千莎的妹妹，小學四年級。不喜歡出門，經常待在家裏。
二之宮漁大（聲：村上聰）
小笠原群島上漁夫，水野洋輝的青梅竹馬。
水野真知子（聲：寺依沙織）
水野洋輝的祖母，經營名為「真知子」的咖啡廳，是父島内唯一的咖啡廳。喜歡談及過去和祖父的經歷，口頭禪是「人生就是一場冒險」。
白瀨舟作（聲：大泊貴揮）
白瀨惠海莉的父親，在得知女兒的意圖後，特意請假前往小笠原群島，期間裝扮成旅客，守望著女兒。
Q太郎（聲：久保田梨沙）
離群的海豚，與小笠原千莎十分親密。貪玩好動，喜歡捉弄人。

## 開發
《碧海晴空、彼岸相連》的故事中涉及很多潛水的專門知識，在遊戲中有水肺潛水、自由潛水等潛水知識和小笠原群島的地理與文化風俗。負責企劃和劇本的在此前并沒有相關知識，是在企劃開始後才學習和實際體驗相關内容，並希望在作品中能把趣味分享給玩家。
作品延續了PULLTOP之前《在這蒼穹展翅》與《仰望夜空的星辰》的製作班底，負責遊戲劇本，人物由設計、鹽澤良憲設計背景，音樂一樣由TWOFIVE擔當。

## 宣傳及發行
PULLTOP在2017年12月18日首次披露《碧海晴空、彼岸相連》的信息，並為作品開設官網，遊戲預計2018年3月30日發售。2018年1月10日PULLTOP在其YouTube頻道發佈了第一個遊戲的商業廣告，并且推出了一系列宣傳短片4格劇場，以遊戲中白瀨惠海莉和小笠原千莎來講述關於小笠原群島和潛水的小知識。負責英文版發行的MoeNovel，2018年4月18日在YouTube頻道上發佈了第一個遊戲宣傳視頻，宣佈作品在4月26日在Steam發佈。7月27日，MoeNovel宣佈7月30日發佈遊戲的簡體中文版，玩家需要先購買英文版《碧海晴空、彼岸相連》再以下載免費可下載内容的方式才能玩到中文版。
遊戲的原聲帶2018年6月19日在Steam發售，8月24日日本發售實體原聲帶光碟《碧海晴空、彼岸相連 Hi-Res soundtrack 「Ocean Side」》。

## 主題曲
片頭曲「Step into the Ocean」
作詞：Minao Ohse，作曲、編曲：大熊謙一，主唱：

## 外部連結
- 官方网站（日語）
- 官方网站（英文）